# Teoría del dinero y del crédito
Teoría del dinero y del crédito es un libro de economía de 1912 escrito por el liberal Ludwig von Mises, publicado originalmente en alemán como Theorie des Geldes und der Umlaufsmittel. Mises analiza el origen, la naturaleza y el valor del dinero, y su efecto en la determinación de la política monetaria. Es una de las obras fundamentales de la rama misesiana de la escuela austriaca de pensamiento económico.
En el libro, Mises expone su teoría de los orígenes del dinero a través de su «teorema de regresión», una afirmación respaldada paso a paso que se basa en una argumentación lógica, no en explicaciones históricas. El origen del dinero es un producto básico o bien económico previo a su función como dinero según la teoría de Mises. Mises explica por qué el dinero es en primer lugar un bien demandado por derecho propio antes de convertirse en reserva de valor y medio de cambio. Según Mises, el dinero ha surgido históricamente después de que ha habido una demanda por dinero-productos básicos en una economía de trueque.
Junto con los Principios de economía política de Carl Menger y Capital e interés de Eugen von Böhm-Bawerk, el libro se encuentra entre las obras fundamentales de la escuela austriaca.

## Historia de publicación
- 1912: Viena: Theorie des Geldes und der Umlaufsmittel.[2]Editorial Verlag von Duncker & Humblot.
- 1924: Segunda edición en alemán.
- 1934: Londres: Jonathan Cape Ltd. Primera traducción al inglés (por Harold E. Batson). La palabra alemana Umlaufsmittel literalmente se traduce como "medios de circulación" y fue traducido dentro del texto de la traducción al inglés como "medio fiduciario", sin embargo, el editor pensó que la inusual terminología molestaría a los lectores y la sustituyó en el título por "dinero y crédito", perdiendo así la distinción específica que Mises había hecho al seleccionar su término original.[3]
- 1953: New Haven, Conn.: Yale University Press. La cuarta parte fue añadida por Mises en esta edición en inglés.
- 1971: Irvington-on-Hudson, N.Y.: Foundation for Economic Education.
- 1978: Irvington-on-Hudson, N.Y.: Foundation for Economic Education.
- 1981: Indianapolis,. Ind. Liberty Fund. ISBN 0-913966-70-3. 541 páginas. Tapa dura. (Softcover ISBN 0-913966-71-1).
- 2009: Auburn, Al, EE. UU. Instituto Ludwig von Mises. Tapa dura.